# Галич (село)
Галич (укр. Галич) — село в Подгаецкой городской общине Тернопольского района Тернопольской области Украины.
До 2020 года входило в Подгаецкий район.
Население по переписи 2001 года составляло 566 человек. Занимает площадь 5,853 км². Почтовый индекс — 48005. Телефонный код — 3542.